# Briefmarken-Jahrgang 2007 der Bundesrepublik Deutschland
Der Briefmarken-Jahrgang 2007 der Bundesrepublik Deutschland umfasste 59 Sondermarken, davon sechs selbstklebende Marken und vier Briefmarkenblocks.
Es erschienen keine neuen Dauermarken aus der Blumenserie, jedoch eine Zusammenstellung von drei Werten.
Erstmals seit 1982 gibt es wieder eine deutsche Briefmarke, auf der eine lebende Persönlichkeit abgebildet wurde, es handelt sich um Papst Benedikt XVI. zu seinem 80. Geburtstag. Das Privileg steht ansonsten nur den Bundespräsidenten zu, siehe auch: Personen, die zu Lebzeiten auf einer Briefmarke der Bundesrepublik Deutschland abgebildet wurden.
Durch den Gewinn der Handball-WM im eigenen Land durch die deutsche Mannschaft wurde eine zusätzliche Blockausgabe Für den Sport: 40 Jahre Stiftung Deutsche Sporthilfe herausgegeben. Auf dem Blockrand stehen die Jahreszahlen der gewonnenen Handballweltmeisterschaften: 1938, 1978 und 2007. Der Block gewann am 9. November 2008 in Peking bei der Chinesischen Wahl der besten ausländischen Briefmarke den 1. Platz in der Kategorie: „Beste Druckqualität“.
Bei der Wahl zur schönsten Briefmarke Deutschlands 2007 gewann die Blockausgabe Limes (Michel-Nummer: 2623 bzw. Block 72) aus der Serie „Weltkulturerbe der UNESCO“ den ersten Platz. Bei der Wahl zur schönsten europäischen Briefmarke erreichte der Block den zweiten Platz mit 14,84 % der Stimmen. Der erste Platz ging an die Schweiz (15,44 %) mit dem Block: „Tag der Briefmarke – Kloster Einsiedeln“.

## Liste der Ausgaben und Motive
Legende
- Bild: Eine bearbeitete Abbildung der genannten Marke. Das Verhältnis der Größe der Briefmarken zueinander ist in diesem Artikel annähernd maßstabsgerecht dargestellt. Sollten keine Marken abgebildet sein, liegt es daran, dass das Urheberrecht des Künstlers noch nicht erloschen ist.
- Beschreibung: Eine Kurzbeschreibung des Motivs und/oder des Ausgabegrundes. Bei ausgegebenen Serien oder Blocks werden die zusammengehörigen Beschreibungen mit einer Markierung versehen eingerückt.
- Wert: Der Frankaturwert der einzelnen Marke in Eurocent. Ein „+“ bedeutet, dass es sich um eine Zuschlagsmarke handelt (= Frankaturwert + Spende).
- Ausgabedatum: Das Datum des erstmaligen Verkaufs dieser Briefmarke.
- Auflage: Soweit bekannt, wird hier die zum Verkauf angebotene Anzahl dieser Ausgabe angegeben.
- Entwurf: Soweit bekannt, wird hier angegeben, von wem der Entwurf dieser Marke stammt.
- Mi.-Nr.: Diese Briefmarke wird im Michel-Katalog unter der entsprechenden Nummer gelistet.

| Sondermarken | |                                         |                       |                                  |                                          |                  |
| Bild         | Beschreibung | Werte in Eurocent                       | Ausgabe- datum (2007) | Auflage                          | Entwurf                                  | Mi.-Nr.          |
|              | Serie: Für den Sport mit Zuschlag zugunsten der Stiftung Deutsche Sporthilfe - Handball-Weltmeisterschaft der Männer 2007 | 55+25                                   | 2. Januar             | 1.540.000 davon 105.000 auf ETB  | Stefan Klein und Olaf Neumann            | 2578             |
|              | 1000 Jahre Bistum Bamberg | 55                                      | 2. Januar             | 7.000.000 davon 105.000 auf ETB  | Grit Fiedler                             | 2579             |
|              | 1000 Jahre Fürth | 45                                      | 2. Januar             | 10.500.000 davon 105.000 auf ETB | Susanne Oesterlee                        | 2580             |
|              | 50 Jahre Bundesland Saarland | 55                                      | 2. Januar             | 9.000.000 davon 105.000 auf ETB  | Fritz Lüdtke                             | 2581             |
|              | 50 Jahre Wankelmotor | 145                                     | 2. Januar             | 8.500.000 davon 105.000 auf ETB  | Ernst Jünger und Lorli Jünger            | 2582             |
|              | EU-Ratspräsidentschaft | 55                                      | 2. Januar             | 7.400.000 davon 105.000 auf ETB  | Paul Effert                              | 2583             |
|              | 1000 Jahre Fürth selbstklebend aus Markenheftchen | 45                                      | 2. Januar             | 167.792.000                      | Susanne Oesterlee                        | 2584 MH 66       |
|              | Serie: Für den Sport mit Zuschlag zugunsten der Stiftung Deutsche Sporthilfe - Kanurennsport-WM | 45+20                                   | 8. Februar            | 1.260.000 davon 105.000 auf ETB  | Stefan Klein und Olaf Neumann            | 2585             |
|              | - Turn-WM | 55+25                                   | 8. Februar            | 1.260.000 davon 105.000 auf ETB  | Stefan Klein und Olaf Neumann            | 2586             |
|              | - WM im Modernen Fünfkampf | 145+55                                  | 8. Februar            | 1.250.000 davon 105.000 auf ETB  | Stefan Klein und Olaf Neumann            | 2587             |
|              | 300. Geburtstag Johann Christian Senckenberg | 90                                      | 8. Februar            | 7.000.000 davon 105.000 auf ETB  | Angela Kühn                              | 2588             |
|              | Briefmarkenblock – Serie: Tag der Briefmarke mit Zuschlag zugunsten der Stiftung für Philatelie und Postgeschichte - Historischer Luftschiffverkehr nach Südamerika | 170+70                                  | 1. März               | 1.500.000 davon 105.000 auf ETB  | Günter Gamroth                           | Block 69 2589    |
|              | Serie: Aufrechte Demokraten - 100. Geburtstag von Claus Schenk Graf von Stauffenberg und Helmuth James Graf von Moltke | 55                                      | 1. März               | 6.600.000 davon 105.000 auf ETB  | Irmgard Hesse                            | 2590             |
|              | Serie: "Deutsche Malerei" - Adam Elsheimer, Die Ausgrabung der Kreuze | 55                                      | 1. März               | 6.500.000 davon 105.000 auf ETB  | Werner Hans Schmidt                      | 2591             |
|              | 400. Geburtstag Paul Gerhardt | 55                                      | 1. März               | 6.500.000 davon 105.000 auf ETB  | Antonia Graschberger                     | 2592             |
|              | 50 Jahre Römische Verträge | 55                                      | 1. März               | 8.300.000 davon 105.000 auf ETB  | Werner Hans Schmidt                      | 2593             |
|              | Jüdisches Zentrum München | 55                                      | 1. März               | 6.500.000 davon 105.000 auf ETB  | Barbara Dimanski                         | 2594             |
|              | 50 Jahre Bundesland Saarland selbstklebend aus Markenheftchen | 55                                      | 1. März               | 308.510.500                      | Fritz Lüdtke                             | 2595 MH 67       |
|              | Serie: Post - Bildergeschichte I. (Absender) | 55                                      | 12. April             | 7.000.000 davon 105.000 auf ETB  | Peter und Regina Steiner                 | 2596             |
|              | - Bildergeschichte I. (Briefkasten) | 55                                      | 12. April             | 7.000.000 davon 105.000 auf ETB  | Peter und Regina Steiner                 | 2597             |
|              | 500 Jahre Weltkarte von Martin Waldseemüller | 220                                     | 12. April             | 6.600.000 davon 105.000 auf ETB  | Werner Hans Schmidt                      | 2598             |
|              | 80. Geburtstag Papst Benedikt XVI. | 55                                      | 12. April             | 14.400.000 davon 105.000 auf ETB | Antonia Gaschberger                      | 2599             |
|              | Serie: Europa - Pfadfinder | 45                                      | 3. Mai                | 11.000.000 davon 105.000 auf ETB | Susanne Oesterlee                        | 2600             |
|              | Schloss Bellevue – Amtssitz des Bundespräsidenten | 55                                      | 3. Mai                | 8.300.000 davon 105.000 auf ETB  | Gerhard Lienemeyer                       | 2601             |
|              | 700 Jahre Schloss Moyland | 85                                      | 3. Mai                | 18.000.000 davon 105.000 auf ETB | Lutz Menze                               | 2602             |
|              | 175 Jahre Hambacher Fest | 145                                     | 3. Mai                | 7.700.000 davon 105.000 auf ETB  | Johannes Graf                            | 2603             |
|              | Schloss Bellevue – Amtssitz des Bundespräsidenten selbstklebend aus Rolle | 55                                      | 3. Mai                | 312.446.000                      | Gerhard Lienemeyer                       | 2604             |
|              | 175 Jahre Hambacher Fest selbstklebend aus Markenheftchen | 145                                     | 3. Mai                | 368.731.000                      | Johannes Graf                            | 2605 MH 68       |
|              | Briefmarkenblock – Für den Sport - 40 Jahre Stiftung Deutsche Sporthilfe | 300+125                                 | 3. Mai                | 1.310.000 davon 105.000 auf ETB  | Stefan Klein und Olaf Neumann            | Block 70         |
|              | Briefmarkenblock – Für die Jugend mit Zuschlägen zugunsten der Stiftung Deutsche Jugendmarke e. V. 175. Geburtstag Wilhelm Busch Hans Huckebein, der Unglücksrabe: Kurzgeschichte | 300+125                                 | 14. Juni              | 1.660.000 davon 105.000 auf ETB  | Ingo Wulff                               | Block 71         |
|              | - „Nichts Schön'res gab's für Tante Lotte. Als schwarze Heidelbeerkompotte“ | 45+20                                   | 14. Juni              | 1.660.000 davon 105.000 auf ETB  | Ingo Wulff                               | 2606             |
|              | - „Doch Huckebein verschleudert nur die schöne Gabe der Natur“ | 55+25                                   | 14. Juni              | 1.660.000 davon 105.000 auf ETB  | Ingo Wulff                               | 2607             |
|              | - „Die Tante nah't voll Zorn und Schrecken: Hans Huckebein verläßt das Becken.“ | 55+25                                   | 14. Juni              | 1.660.000 davon 105.000 auf ETB  | Ingo Wulff                               | 2608             |
|              | - „Und schnell betritt er, angstbeflügelt. Die Wäsche, welche frisch gebügelt.“ | 145+55                                  | 14. Juni              | 1.660.000 davon 105.000 auf ETB  | Ingo Wulff                               | 2609             |
|              | 125. Geburtstag Karl Valentin | 45                                      | 14. Juni              | 8.200.000 davon 105.000 auf ETB  | Michael Kunter und Henning Wagenbreth    | 2610             |
|              | 100. Geburtstag Paul Klinger Ausschnitt aus dem Filmplakat zu "Hengst Maestoso Austria" (Österreich 1956, mit Filmpartnerin Nadia Gray) | 55                                      | 14. Juni              | 10.000.000 davon 105.000 auf ETB | Elisabeth Hau                            | 2611             |
|              | Serie: Leuchttürme - Bremerhaven | 45                                      | 12. Juli              | 10.050.000 davon 105.000 auf ETB | Johannes Graf Motiv: Reinhard Scheiblich | 2612             |
|              | - Hörnum | 55                                      | 12. Juli              | 8.320.000 davon 105.000 auf ETB  | Johannes Graf Motiv: Reinhard Scheiblich | 2613             |
|              | Serie: Weltkulturerbe der UNESCO - Riga, Stralsund und Wismar | 65                                      | 12. Juli              | 8.000.000 davon 105.000 auf ETB  | Sibylle und Fritz Haase                  | 2614             |
|              | - Riga, Stralsund und Wismar Gemeinschaftsausgabe mit Lettland | 70                                      | 12. Juli              | 8.100.000 davon 105.000 auf ETB  | Sibylle und Fritz Haase                  | 2615             |
|              | Serie: "Brücken" - 100 Jahre Kaiser-Wilhelm-Brücke Wilhelmshaven | 145                                     | 9. August             | 8.000.000 davon 105.000 auf ETB  | Lutz Menze                               | 2616             |
|              | 75 Jahre Saaletalsperre Bleiloch | 55                                      | 9. August             | 6.900.000 davon 105.000 auf ETB  | Barbara Dimanski                         | 2617             |
|              | 50 Jahre Deutsche Bundesbank | 55                                      | 9. August             | 9.800.000 davon 105.000 auf ETB  | Werner Hans Schmidt                      | 2618             |
|              | Serie: "Für uns Kinder" - Igel im Herbstlaub | 55                                      | 20. September         | 7.400.000 davon 105.000 auf ETB  | Regina und Olaf Jäger                    | 2619             |
|              | Serie: Post - Bildergeschichte II. (Postbote) | 55                                      | 20. September         | 8.151.000 davon 105.000 auf ETB  | Peter und Regina Steiner                 | 2620             |
|              | - Bildergeschichte II. (Empfänger) | 55                                      | 20. September         | 8.000.000 davon 105.000 auf ETB  | Peter und Regina Steiner                 | 2621             |
|              | 50 Jahre Wissenschaftsrat | 90                                      | 20. September         | 6.400.000 davon 105.000 auf ETB  | Nina Clausing                            | 2622             |
|              | Briefmarkenblock – Serie: Weltkulturerbe der UNESCO - Limes | 55                                      | 11. Oktober           | 2.968.000 davon 105.000 auf ETB  | Annegret Ehmke                           | Block 72 2623    |
|              | 250. Geburtstag Heinrich Friedrich Karl Freiherr vom und zum Stein | 145                                     | 11. Oktober           | 7.500.000 davon 105.000 auf ETB  | Lutz Menze                               | 2624             |
|              | 100 Jahre Deutscher Werkbund Plakat zur Werkbundausstellung »Die Form« 1924 von Richard Herre | 55                                      | 11. Oktober           | 7.250.000 davon 105.000 auf ETB  | Ingo Wulff                               | 2625             |
|              | Plusmarken-Serie: Weihnachten Motive aus dem Lukas-Evangelium - Anbetung der Heiligen Drei Könige | 45+20                                   | 8. November           | 2.650.000 davon 105.000 auf ETB  | Ernst und Lorli Jünger                   | 2626             |
|              | - Die Geburt Christi | 55+25                                   | 8. November           | 4.930.000 davon 105.000 auf ETB  | Ernst und Lorli Jünger                   | 2627             |
|              | 800. Geburtstag Hl. Elisabeth von Thüringen | 55                                      | 8. November           | 10.150.000 davon 105.000 auf ETB | Dieter Ziegenfeuter                      | 2628             |
|              | 100. Geburtstag Astrid Lindgren Porträt von Astrid Lindgren mit einer ihrer Kinderbuchfiguren (Michel aus Lönneberga); Gemeinschaftsausgabe mit Schweden | 100                                     | 8. November           | 7.500.000 davon 105.000 auf ETB  | Ernst Jünger und Lorli Jünger            | 2629             |
|              | Serie: Für die Wohlfahrtspflege – Haustiere mit Zuschlägen zugunsten der Bundesarbeitsgemeinschaft der Freien Wohlfahrtspflege e. V. - Hausmeerschweinchen | 45+20                                   | 27. Dezember          | 3.160.000 davon 105.000 auf ETB  | Andrea Voß-Acker                         | 2630             |
|              | - Pferde, Haflinger | 55+25                                   | 27. Dezember          | 2.150.000 davon 105.000 auf ETB  | Andrea Voß-Acker                         | 2631             |
|              | - Hunde, Labrador Retriever | 55+25                                   | 27. Dezember          | 2.300.000 davon 105.000 auf ETB  | Andrea Voß-Acker                         | 2632             |
|              | - Chinchillakaninchen | 145+55                                  | 27. Dezember          | 3.330.000 davon 105.000 auf ETB  | Andrea Voß-Acker                         | 2633             |
|              | 275. Geburtstag Carl Gotthard Langhans Brandenburger Tor Berlin, Radierung nach einer Zeichnung von Peter Ludwig Lütke d. J., 1798 | 55                                      | 27. Dezember          | 8.500.000 davon 105.000 auf ETB  | Paul Effert                              | 2634             |
|              | Serie: "Für die Wohlfahrtspflege" - Pferde, Haflinger selbstklebend aus Markenheftchen | 55+25                                   | 27. Dezember          | 10.330.000                       | Andrea Voß-Acker                         | 2635 MH 69       |
|              | 275. Geburtstag Carl Gotthard Langhans selbstklebend aus Markenheftchen | 55                                      | 27. Dezember          | 254.630.000                      | Paul Effert                              | 2636 MH 70       |
| Dauermarken  | |                                         |                       |                                  |                                          |                  |
| Bild         | Beschreibung | Werte in Eurocent                       | Ausgabe- datum (2007) | Auflage                          | Entwurf                                  | Mi.-Nr.          |
|              | Dauermarkenserie: Blumen Am 1. März 2007 erschien ein Zusammendruck mit vier Werten zu 5 Cent, vier Werten zu 10 Cent und zwei Werten zu 20 Cent. Der Zusammendruck hat die Form eines Markenheftchenblatts, wurde aber einzeln ohne Schutzkarton ausgegeben. Da die Umrandung des Blatts ungezähnt ist, ergeben sich für die aufgeführten Marken neue Zähnungsvarianten: Alle Marken sind oben oder unten ungezähnt, je nachdem, ob sie aus der oberen oder aus der unteren Reihe stammen, ferner sind die Marken zu 20 Cent rechts ungezähnt und die beiden 5-Cent-Marken vom linken Rand sind links ungezähnt. Eine vergleichbare Ausgabe hat es bei der Deutschen Post noch nicht gegeben. | 4×0,05 € + 4×0,10 € + 2×0,20 € = 1,00 € | 1. März               | ??.???.000                       | Stefan Klein und Olaf Neumann            | 2480, 2484, 2471 |